# نادي ترينتو
نادي اتحاد ترينتو 1921 (بالإيطالية: Trento Calcio 1921)‏ نادي كرة قدم إيطالي يلعب في دوري الدرجة الخامسة . تم تأسيس النادي في سنة 1921 .